# Villains
Villains ist eine US-amerikanische Black-, Death- und Thrash-Metal-Band aus New York City, die im Jahr 2003 gegründet wurde.

## Geschichte
Die Band wurde im Jahr 2005 gegründet. Zusammen entwickelten sie einige Lieder, woraus im Jahr 2005 ihre erste Single Rampage and Ruin resultierte. Die Single wurde von Witchwhipper aufgenommen, welcher auch als Schlagzeuger auf dem Album zu hören war. Ihr Debütalbum folgte im Jahr 2007 und trug den Namen Drenched in the Poisons. Nach den Aufnahmen zu diesem Album kam Bassist Nightstriker zur Besetzung. Es folgten Auftritte zusammen mit Bands wie Deströyer 666, Midnight, Inquisition, Mortem, Unearthly Trance, Slough Feg, Pungent Stench, Bible of the Devil, Khanate, Easy Action und Municipal Waste.
Im Jahr 2009 erschien das zweite Album Lifecode of Decadence, dem im Jahr 2011 Road to Ruin folgte.

## Stil
Die Band spielt eine Mischung aus Black-, Death- und Thrash-Metal, wobei die Musik als eine Mischung aus Werken von Bands wie Darkthrone, Venom und Abscess beschrieben wird. Außerdem sind auch Anleihen aus dem Sludge zu hören, wobei Vergleiche mit EyeHateGod gezogen werden.

## Diskografie
- 2005: Rampage and Ruin (Single, The Ajna Offensive)
- 2005: Outbreak of Evil Vol. 2 (Split mit Abigail, Midnight und Force of Darkness, Nuclear War Now! Productions)
- 2007: Drenched in the Poisons (Album, Nuclear War Now! Productions)
- 2008: Getting Crazy (Split mit Fingernails, Nuclear War Now! Productions)
- 2009: Lifecode of Decadence (Album, Nuclear War Now! Productions)
- 2011: Road to Ruin (Album, Nuclear War Now! Productions)
- 2014: Never Abandon the Slut Train (Album, Nuclear War Now! Productions)